# Cinta Maju (Sitio-Tio)
Cinta Maju is een bestuurslaag in het regentschap Samosir van de provincie Noord-Sumatra, Indonesië. Cinta Maju telt 1861 inwoners (volkstelling 2010).